# Peter Kerstan

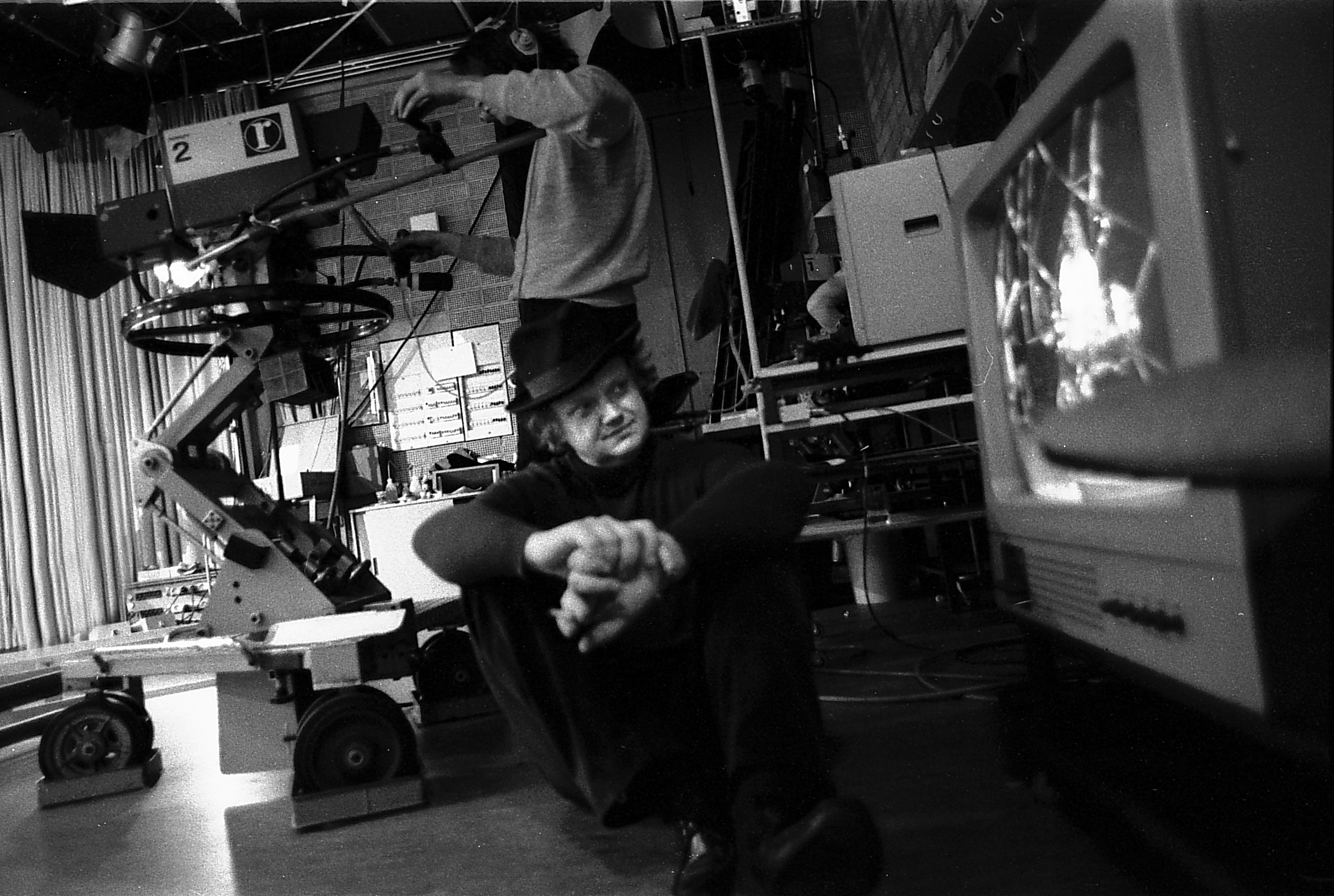
Peter Kerstan (beim ersten Verbund-Volontariat des ZDF, 1981)

Peter Kerstan (* 1939 in Berlin; † 2007) war ein deutscher Kameramann, Regisseur und Buchautor, der neben zahlreichen dokumentarischen Filmen praxisorientierte Theorien für die Gestaltung und Produktion journalistischer Beiträge im Fernsehen entwickelt hat.

## Leben
Kerstan verbrachte seine ersten Film-Lehrjahre bei der nach dem Krieg neu entstandenen Berliner UFA. Dann wurde er Cutter beim WDR Fernsehen und später beim ZDF Kameramann, Autor und Regisseur für Dokumentarfilme. Zusammen mit Gottfried Kirchner realisierte er u. a. Terra-X-Sendungen wie Vorstoß nach Eldorado (1994) oder mit Hajo Bergmann Dämonen auf dem Dach der Welt (1993), mit Heinz Hemming die Dokumentarreihe Richtung 2000 (1972). Im ZDF war er langjähriger Lehrbeauftragter für den Produktionsbereich und entwickelte gemeinsame Verbund-Volontariate für die verschiedenen Gewerke einer Fernsehproduktion. Kerstan bekam Lehraufträge an verschiedenen Hochschulen. Seine Arbeiten – im Besonderen sein Buch Der journalistische Film – beeinflussten zahlreiche Medienmacher, wie u. a. den ZDF-Journalisten und Reportage-Spezialisten Bodo Witzke.

## Werke (Auswahl)
- Zusammen mit Johannes Kramarek und Rainer Pockrandt: DuMonts Handbuch für praktische Filmgestaltung. Ostfildern 1988
- Bildsprache. In: Schult, Gerhard und Buchholz, Axel (Hrsg.): Fernsehjournalismus. München 1990
- Der journalistische Film. Jetzt aber richtig. Frankfurt am Main 2000